# 튜턴족의 분노
튜턴족의 분노(라틴어: Furor Teutonicus)란 로마 제국 시기 튜턴족을 포함한 게르만족의 유명한 흉포함을 가리키는 라틴어 문구이다.
이 표현을 최초로 쓴 사람은 대체로 로마 시인 마르쿠스 만나에우스 루카누스였던 것으로 생각된다. 루카누스는 이 표현을 통해 튜턴족이라고 알려진 게르만 부족의 걸출한 특성, 즉 전투에서의 광란과 무자비, 광전사적 분노를 묘사하려 했다.
튜턴족은 기원전 113년경에 동부 알프스에서 로마 제국군과 조우했다. 집정관 파피리우스 카르보(Papirius Carbo)가 지휘하던 로마군은 튜턴족을 덫에 빠뜨리려고 하였으나, 튜턴족의 군사적 잠재력을 과소평가한 로마군은 노레이아 전투에서 패배하고 말았다. 로마군은 기원전 105년의 아라우시오 전투에서도 패배했으며, 가이우스 마리우스가 국방을 담당하게 되기까지 이런저런 자잘한 전투에서 계속 패하였다.
튜턴족은 기원전 102년에 격퇴되었으나, 다른 게르만 부족들은 로마 제국에 있어 지속적인 걱정거리로 남았다. 로마가 제국이 된 뒤에는 토이토부르크 숲 전투에서 로마군 3개 군단(20,000 ~ 30,000 명)이 전멸당한 바 있다.

## 같이 보기
- 베르세르크
- 도이치 (어원)